# しろくま電力
しろくま電力株式会社（しろくまパワー、英: ShirokumaPower Co., Ltd.）は、グリーンに特化し、発電・蓄電・売電の電力3事業を展開するグリーン電力会社である。
旧社名は株式会社afterFIT。

## 概要
2016年（平成28年）10月設立。地球温暖化対策が課題となる中、世界がノンカーボン（非化石）エネルギー利用を訴えている。この「エネルギーシフト」を加速させるため、同社は再生可能エネルギーを作り、その安定的な普及利用を実現するための系統用蓄電池の配置、そして再生可能エネルギーを一般消費者に届ける電力小売り事業を主幹事業として、様々なグリーンエネルギーの課題解決に挑戦している。
旧社名のafterFITは、FIT制度（電気事業者による再生可能エネルギー電気の調達に関する特別措置法。通称「FIT法」）が終了しても、再生可能エネルギーの普及・維持・活用を目指そうと名付けられた。2024年3月1日から社名をしろくま電力株式会社（読み：しろくまぱわー）に変更し、「電気代を構造的に安くすること」をミッションに掲げ、広く普及を目指すことで脱炭素社会の実現を推進している。

## 沿革
- 2016年10月 - 東京都港区に設立
- 2017年
  - 3月 - 東京都港区（浜松町）丸芝ビルに移転
  - 4月 - 株式会社アフターフィットエンジニアリングを岡山県に設立
  - 6月 - 福岡支店開設
  - 9月 - 東京都港区（芝大門）豊国ビルに移転
- 2018年
  - 1月 - 香川支店を開設
  - 3月 - Raptor Solar Contest 2018でドローンによる太陽光パネル診断コンテントで優勝
  - 6月 - 再生可能エネルギー関連ニュース・キュレーションサイト「after.FIT」リリース
- 2019年
  - 3月 - さぼパネドローンサービスをリリース
  - 4月 - 株式会社アフターフィットエンジニアリング本社を東京都に移転
  - 6月 - エネルギーテックニュースアプリ「EnergyShift」リリース
  - 11月 - 株式会社アフターフィットエンジニアリング東京本社フロアを向かいのビルに増設
- 2020年
  - 1月 - エネルギー業界向けニュースアプリ「EnergyShift（エナジーシフト）」 Web版をリリース
  - 2月 - 事業サイトをリリース
  - 2月 - afterFIT Viet Nam Co., Ltd.（ベトナム現地法人）設立
  - 3月 - 日経スペシャル「SDGsが変えるミライ」番組協賛開始
  - 4月 - 株式会社アフターフィットと株式会社アフターフィットエンジニアリングを合併、社名をafterFITに変更
  - 4月 - ベトナムでハノイ工科大学・ベトナム電力大学との電気主任技術者育成の取組を開始
  - 10月 - 北海道白老町に特別高圧太陽光発電所竣工
- 2021年
  - 6月 - 電力小売り事業「しろくま電力（ぱわー）」をリリース
  - 10月 - 脱炭素コンサルティングサービスをリリース
  - 11月 -「afterFIT太陽光発電所査定」サービスをリリース
- 2022年
  - 3月 - 国内4か所の太陽光発電投資コンソーシアムに参画
  - 5月 - 全自動ドローンの夜間無人運用を日本初承認取得
  - 4月 - 東京本社・札幌支店・大阪支店・福岡支店を電気保安法人化
  - 6月 - しろくま電力（ぱわー）、特別高圧・高圧需要家向け市場連動プランをリリース
  - 8月 - しろくまカーポート第4世代　独自開発の架台を特許出願
  - 9月 - ハノイ工科大学生9名が第三種電気主任技術者試験に合格
  - 12月 - 電力小売りの「しろくま電力（ぱわー）」販売量増加率ランキング第3位を獲得
- 2023年
  - 1月 - NonFIT先進事例　紫雲寺風力発電所を市場運用に切替
  - 4月 - 自治体との協業事業によるソーラーカーポート設置
  - 6月 - しろくま電力（ぱわー）、家庭用低圧プランをリリース
  - 7月 - 系統用蓄電所第一号案件、熊本県荒尾市に竣工
  - 8月 - 東京都の「系統用大規模蓄電池導入促進事業」に採択
  - 10月 - しろくま電力（ぱわー）、特別高圧・高圧需要家向け固定単価型プランリリース
- 2024年
  - 1月 - ソーラーカーポート×蓄電池×EVチャージャーの第一号案件、神奈川県横浜市に竣工
  - 3月 - 社名をしろくま電力株式会社に変更
  - 4月 - 2023年度長期脱炭素オークション落札[3]
  - 10月 - 世田谷区の150施設に電力供給開始
  - 12月 - 東京都「系統用大規模蓄電池導入促進事業」の第一号案件竣工。12月より運転開始。

## 事業内容
グリーンエネルギーに関する課題解決事業
電力事業
コーポレートPPA（ソーラーカーポート、オフサイト）
個人・法人向け電力小売
系統用蓄電池事業
太陽光事業
太陽光発電所開発・施工・運営管理
太陽光発電所買取
風力発電事業

### 太陽光発電所実績
- EPC開発実績：272.9 MW(2024年12月現在)

※自社保有案件、未完工案件を含む